# Serravalle di Chienti
Serravalle di Chienti is een gemeente in de Italiaanse provincie Macerata (regio Marche) en telt 1162 inwoners (31-12-2004). De oppervlakte bedraagt 96,1 km², de bevolkingsdichtheid is 12 inwoners per km².
De volgende frazioni maken deel uit van de gemeente: Acquapagana, Bavareto, Castello, Cesi, Civitella, Collecurti, Copogna, Corgneto, Costa, Dignano, Forcella, Gelagna (alta), Gelagna bassa, San Martino, Taverne.

## Demografie
Serravalle di Chienti telt ongeveer 562 huishoudens. Het aantal inwoners daalde in de periode 1991-2001 met 7,2% volgens cijfers uit de tienjaarlijkse volkstellingen van ISTAT.
| Jaar | Inwoneraantal |
| ---- | ------------- |
| 1991 | 1243          |
| 2001 | 1153          |

## Geografie
De gemeente ligt op ongeveer 667 m boven zeeniveau.
Serravalle di Chienti grenst aan de volgende gemeenten: Camerino, Fiuminata, Foligno (PG), Monte Cavallo, Muccia, Nocera Umbra (PG), Pieve Torina, Sefro, Visso.